# 拌麵
拌麵，又稱乾拌麵，粵語及臺灣國語稱作撈麵，是指把瀝乾的麵條拌以醬料（或其他调味料）一起食用的吃法。
拌麵在宋朝就有出現，據《东京梦华录》、《梦梁录》、《武林旧事》等書就有混合醬汁、肉的拌肉麵。

## 天津捞面

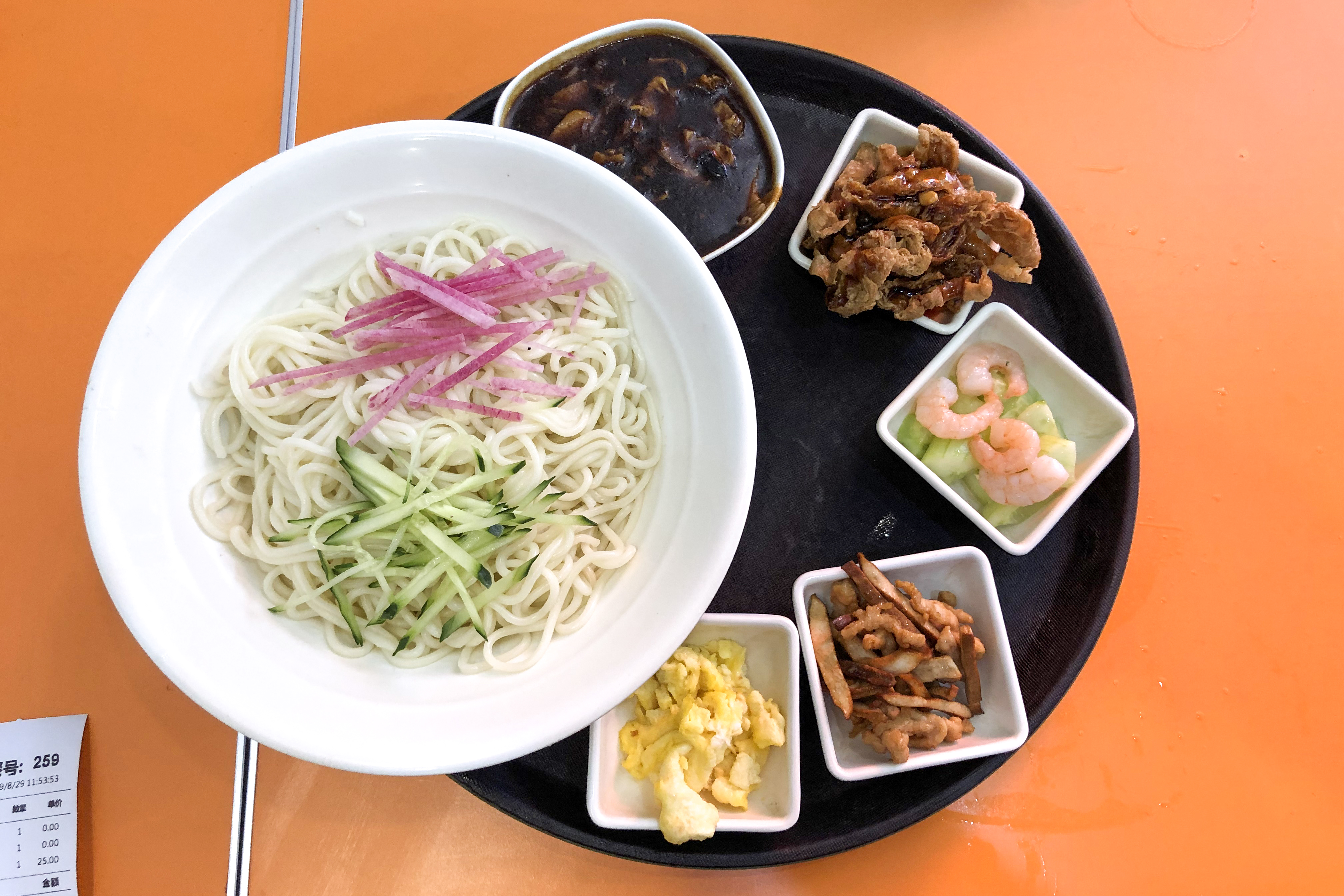
四碟捞面

天津市称拌面为捞面，其中大多为打卤面。天津市民在隆重场合多食用四碟捞面，即搭配四碟炒菜、四种菜码的打卤面，其中四碟炒菜一般为清炒虾仁、炒鸡蛋、肉丝炒香干、糖醋面筋丝，但实际上并不局限于这四种。此外，在喜庆场合，面码中会加入红粉皮。

## 山西地區
晉語區，如山西中部等地，正餐時吃麵的習慣也通常是將麵煮好后撈出瀝乾后加入另外單獨炒好的菜，拌在一起食用，所用的麵，做法不限，可以是搟麵、削面、剔羹、拉面、擦羹等等，所用的麵粉更是多樣，可以是白麵、紅麵、莜麵、各種豆麵等。

## 福建拌麵
在福建，拌麵是扁平的，通常在麵條经骨汤煮熟之後，放入已经备好在盘底的花生酱和猪油，盐，味精等调味料中加以攪拌，通常和扁肉(或称扁食)搭配，被称作情侣套餐，沙县小吃的最经典代表。拌麵不僅是著名的福建小吃之一，也是海外閩系社區中，當地福建人的生活食品之一。

## 武汉热乾麵
在湖北省府武汉，热乾麵是武汉人最爱吃的食品之一，常被用来当作早餐或宵夜。热乾麵的做法是，事先把碱水麵煮至半熟，加入芝麻油拌匀晾凉待用，等吃的时候再把麵條重新放入滚水中烫至全熟，沥干水分后捞起，然后在麵里加入芝麻酱、芝麻油、酱油及其它佐料后拌匀即可食用。

## 港式撈麵
粵港澳一帶通常使用雞蛋麵，偶爾亦以河粉來代替，有時亦會加上一些配料食用。
在廣東，撈麵一般多以蠔油作為醬料，再加上菜心及餛飩、牛腩或牛筋食用。做法是把麵放湯煮好，汆水後食用。近年亦出現「撈出前一丁」（俗稱「撈丁」）的食法，傳統上，吃「撈麵」時會佐以炸醬、牛腩、豬手。約1990年代起，香港有即食麵生產廠商推出即食撈麵，其麵放在一個有小孔的一次性塑料饭盒內，放入开水把面饼煮軟後，再從盒盖的小孔中把水倒出。

## 新疆拌麵（拉条子）

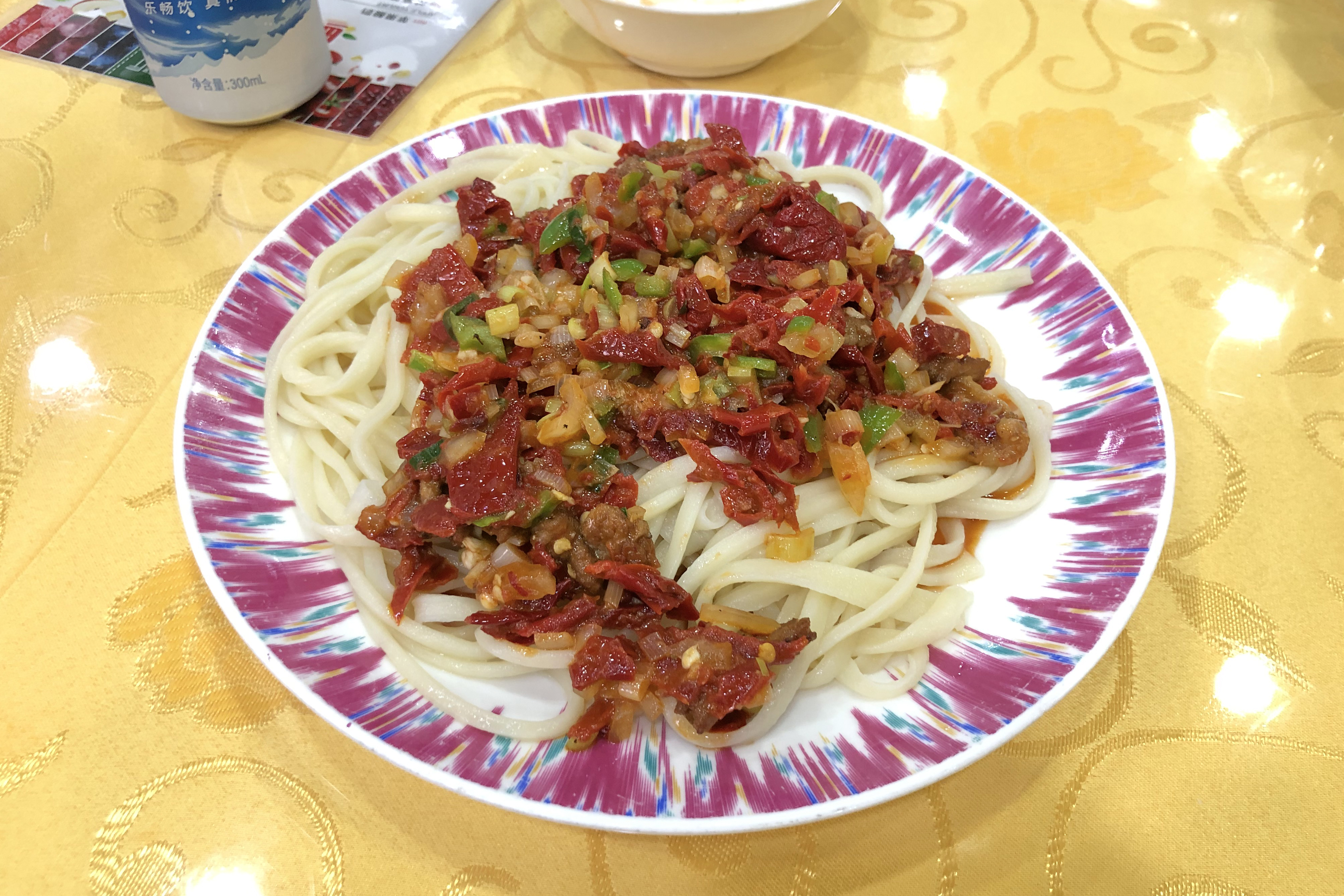
辣皮子拌面

新疆拌麵也称为拉条子，是中国新疆以及西北部分地区当地居民的家常饭食。面是手工拉製的面条且有韧性。煮熟后通常要过一遍凉水，使得面条更加劲道。食用时，因要与带有较多汤汁的“拌麵菜”“拌”在一起食用，“拌麵”因此得名。拌面菜有多种，常见的如过油肉，葱爆肉，辣皮子肉，白菜肉，皮芽子肉等。在中国大陆西北方区域，“拌麵”一词一般默认为指新疆拉麵，其余地方手工制作的麵条分别用“手擀麵”“扯麵”等词语代表。

## 葱油拌麵
葱油拌麵是苏沪地方的传统面食，也是上海的著名小吃。做法是把小葱切成段，再放入食用油用小火熬制成焦黄色，随后加入白糖和酱油制成葱油，最后将煮熟的面条沥干水分并拌上葱油即可食用。另外也可根据个人喜好加入放虾米、肉丝等其他配料。

## 乾拌麵評選
《ETtoday新聞雲》於 2019 年 10 月 18 日～ 11 月 19 日 舉辦《ETtoday星食榜 （页面存档备份，存于）》乾拌麵人氣票選，主辦單位經過收集各種實體店面、網路通路的銷售數據後，《ETtoday星食榜》選出目前在市面上相當具有人氣的乾拌麵12強。乾拌麵12強品牌完整名單（按照筆劃排序）：KIKI椒麻拌麵、大師兄銷魂拌麵、太和殿麻辣拌麵、水喔千拌麵黑麻油麵線、瓦城泰式酸辣乾拌麵、老媽拌麵成都擔擔麵、金博家蔥蔥回魂麵、阿舍食堂外省乾麵油蔥口味、曾拌麵香蔥椒麻、詹麵堅果辣沾麵、賈以食日麻花拌麵、麵大師櫻花蝦蔥油拌麵。